# Evelyn Adiru
Evelyn Adiru (* 25. Februar 1964 in Kampala) ist eine ehemalige ugandische Leichtathletin, die im Sprint und im Mittelstreckenlauf an den Start ging. 1982 wurde sie in Kairo Afrikameisterin über 800 Meter und 1987 gewann sie bei den Afrikaspielen in Nairobi zwei Bronzemedaillen und feierte damit ihre größten sportlichen Erfolge.

## Sportliche Laufbahn
Erste internationale Erfahrungen sammelte Evelyn Adiru vermutlich im Jahr 1982, als sie bei den Afrikameisterschaften in Kairo in 2:07,0 min die Goldmedaille im 800-Meter-Lauf gewann und sich mit der ugandischen 4-mal-400-Meter-Staffel in 3:44,9 min gemeinsam mit Farida Kyakutema, Ruth Kyalisima und Margaret Komugisha die Silbermedaille hinter dem kenianischen Team sicherte. Anschließend belegte sie bei den Commonwealth Games in Brisbane in 2:06,23 min den neunten Platz über 800 Meter und 1984 nahm sie über 800 Meter an den Olympischen Sommerspielen in Los Angeles teil und schied dort mit 2:07,39 min in der ersten Runde aus. Daraufhin zog sie für ein Studium an der University of Alabama in die Vereinigten Staaten und 1987 gewann sie bei den Afrikaspielen in Nairobi in 4:17,87 min die Bronzemedaille im 1500-Meter-Lauf hinter den Kenianerinnen Selina Chirchir und Susan Sirma und sicherte sich im Staffelbewerb in 3:34,41 min gemeinsam mit Farida Kyakutema, Edith Nakiyingi und Grace Buzu die Bronzemedaille hinter den Teams aus Nigeria und Kenia. Anschließend kam sie bei den Weltmeisterschaften in Rom mit 4:17,72 min nicht über die Vorrunde hinaus. Daraufhin trat sie nicht mehr international in Erscheinung.
In den Jahren 1982 und 1984 wurde Adiru ugandische Meisterin im 800-Meter-Lauf.

## Persönliche Bestleistungen
- 800 Meter: 2:02,95 min, 17. Juli 1989 in Belfast
- 1500 Meter: 4:12,29 min, 15. Juni 1988 in Tampa

## Persönliches
Nach ihrem Studium in den Vereinigten Staaten zog sie mit ihrem Ehemann nach Kanada. Ihre Tochter Sura Yekka (* 1997) ist als Fußballspielerin aktiv.